# Melgven
Melgven è un comune francese di 3 340 abitanti situato nel dipartimento del Finistère nella regione della Bretagna.

## Società

### Evoluzione demografica
Abitanti censiti

## Galleria d'immagini

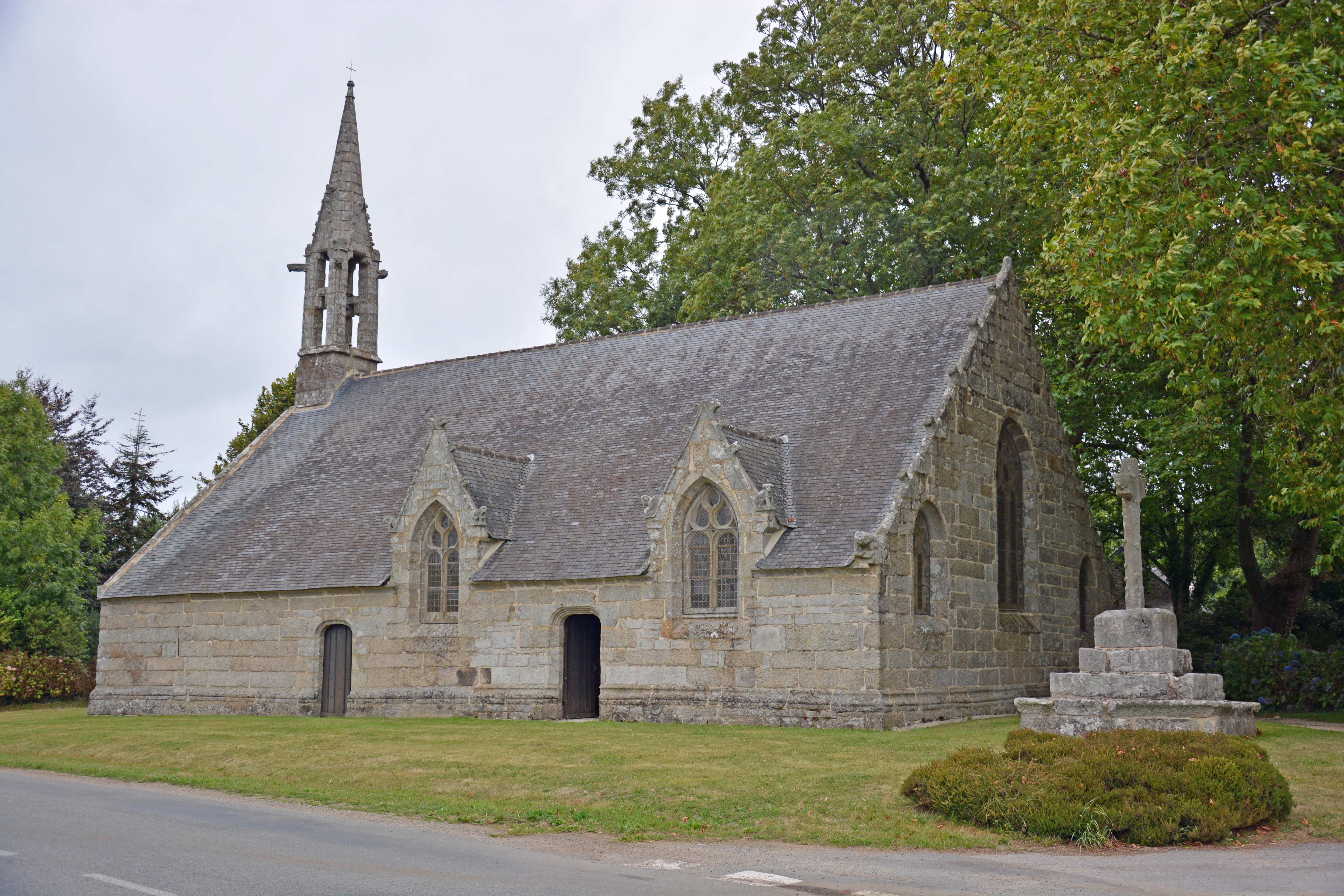
Chapelle Notre-Dame de Coat-an-Poudou
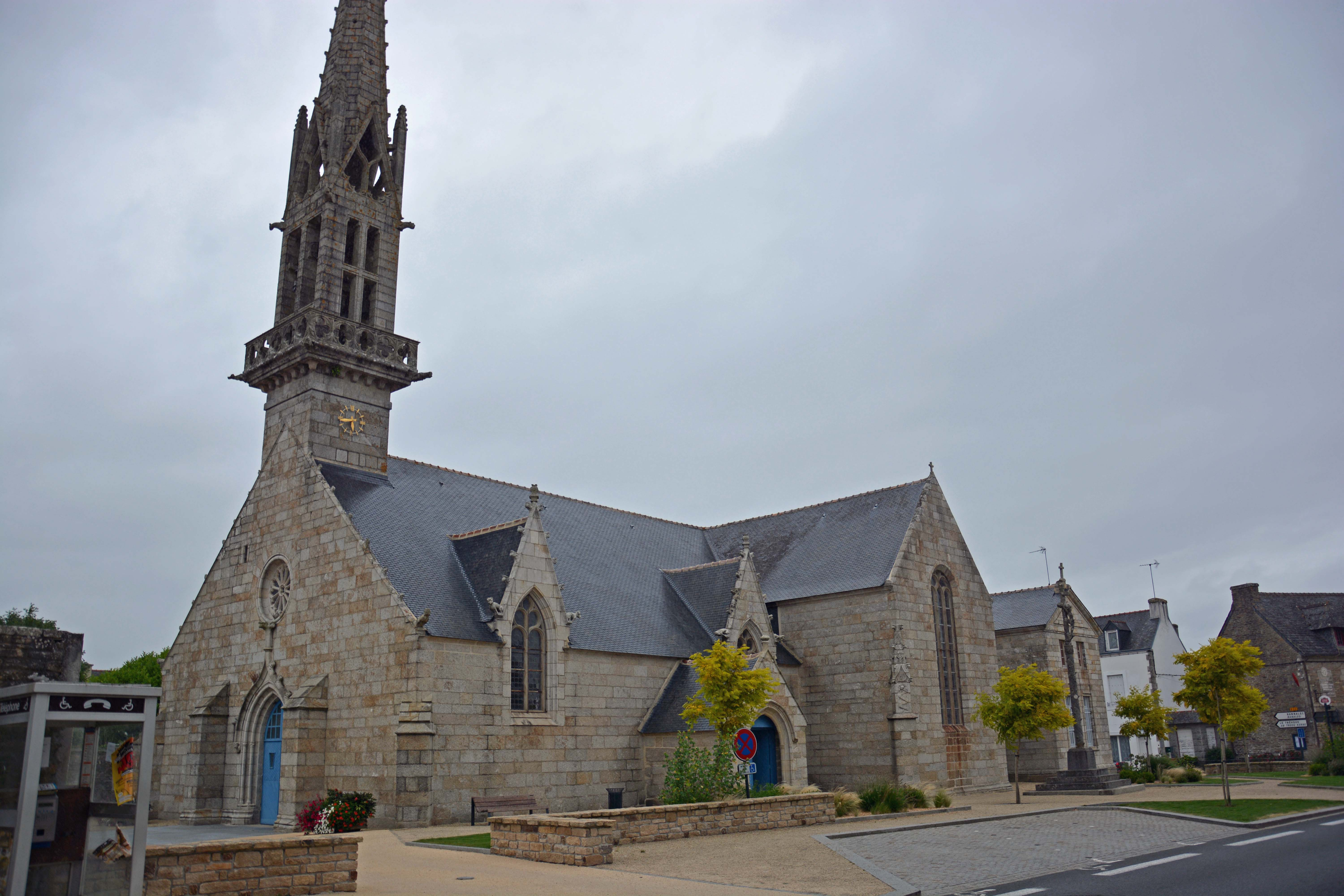
Église Saint-Pierre-et-Saint-Paul (Melgven)
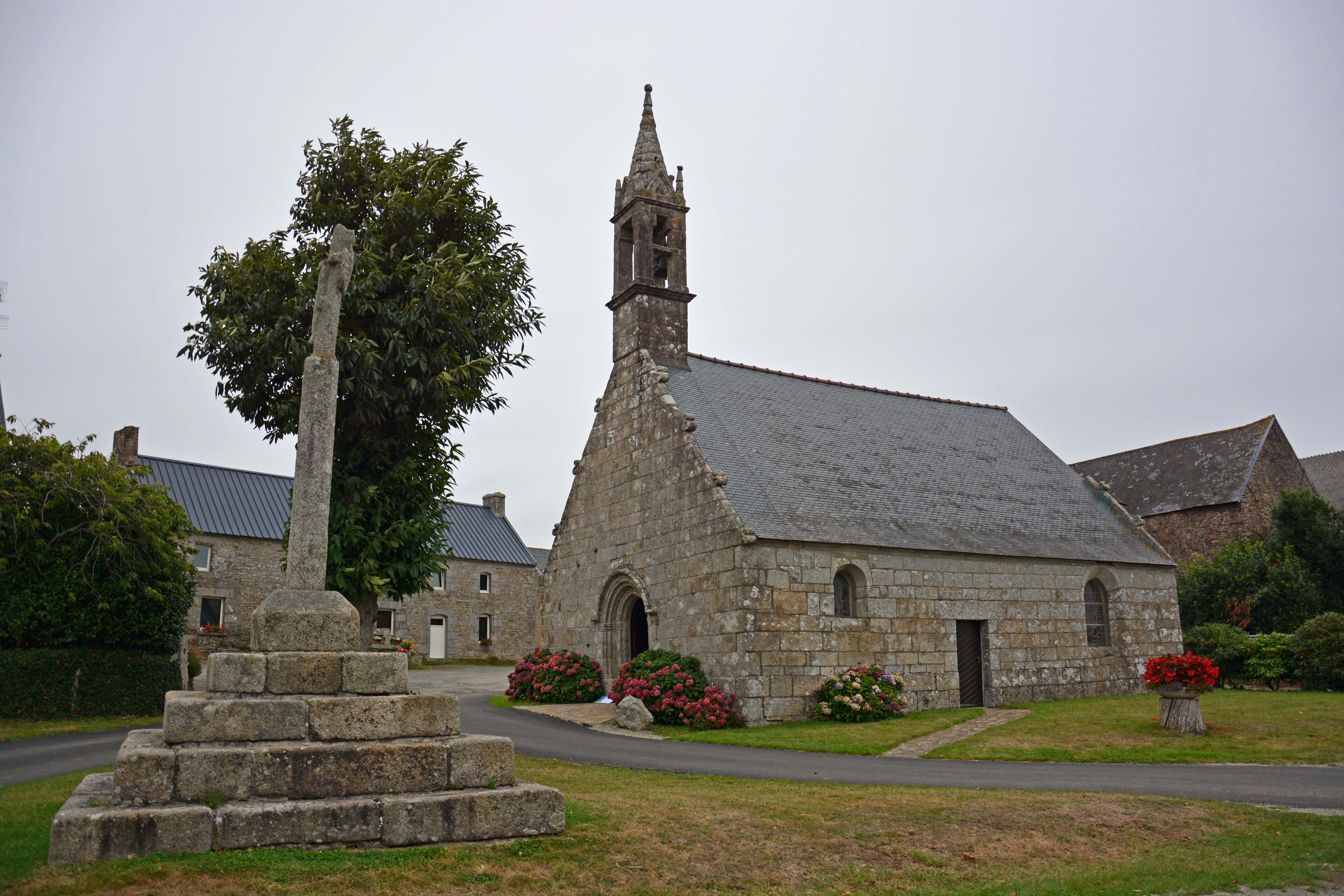
Chapelle Saint-Antoine (Melgven)